# Minamoto no Shigeyuki
Minamoto no Shigeyuki (源重之, , falecido em 1000)  foi um nobre e um dos primeiros poetas waka do Período Heian. Foi designado membro dos Trinta e seis Imortais da Poesia e um de seus poemas foi incluído na famosa antologia Hyakunin Isshu. Várias de suas obras incluem a coleção de poesia conhecida como o Shigeyukishū (重之集) .